# 더 페닌슐라 홍콩

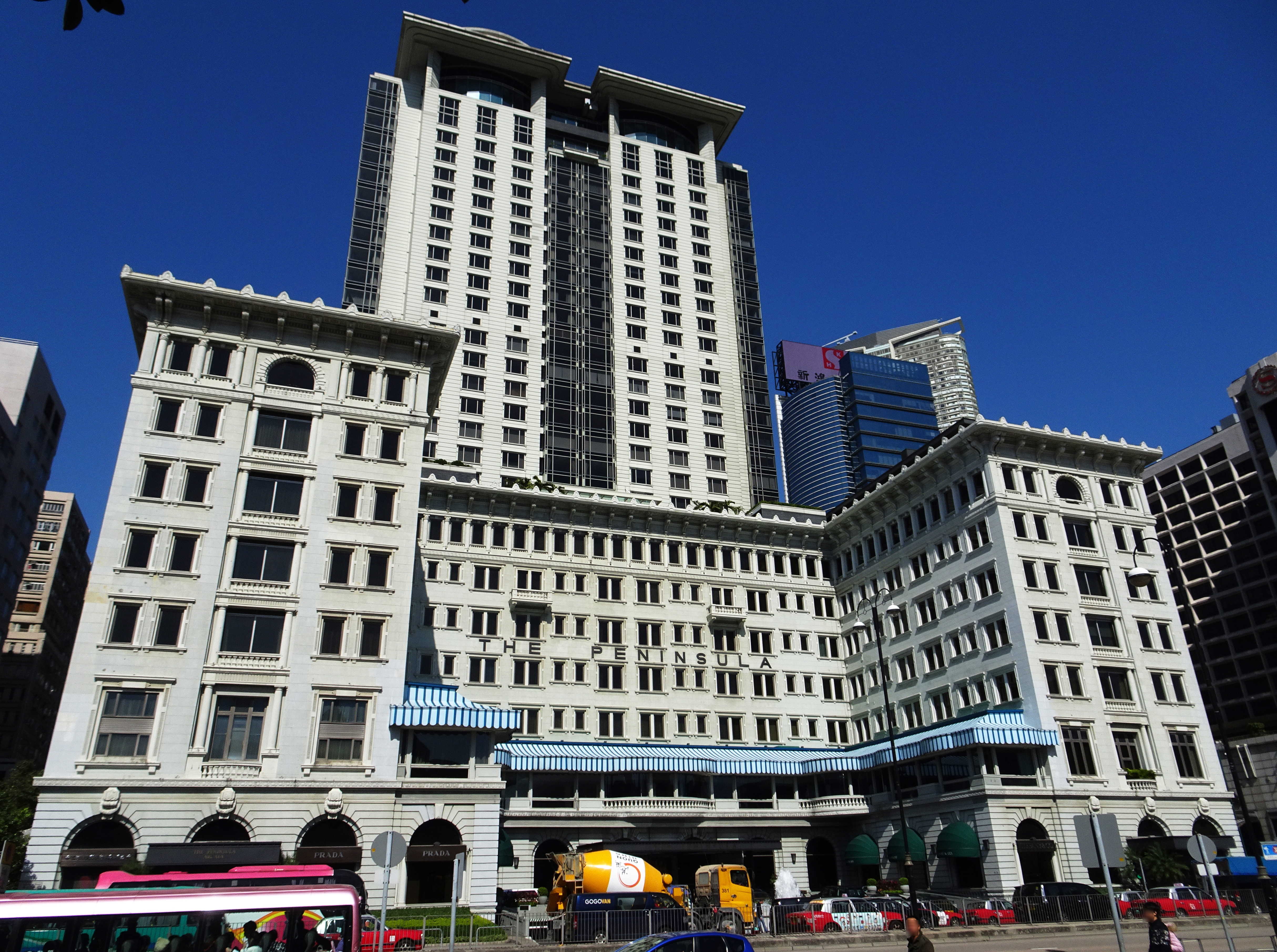
더 페닌슐라 홍콩

더 페닌슐라 홍콩(영어: The Peninsula Hong Kong, 중국어 정체자: 香港半島酒店), 또는 홍콩 페닌슐라 호텔은 홍콩 가우룽 짐사저이에 위치한 최고급 호텔로 더 페닌슐라 호텔 그룹의 대표 호텔이자 홍콩 상하이 호텔그룹 소속이다. 1928년에 문을 연 최초의 페닌슐라 브랜드 호텔로, 1994년에 대대적인 확장공사를 거쳐 식민지 시절과 현대적인 요소가 공존하는 모습을 갖추게 되었다. 호텔에서 운영하는 차량은 롤스로이스 차량으로 '페닌슐라 그린'이라 불리는 색으로 도색하여 여러 대를 보유한 것으로도 유명하다.

## 역사

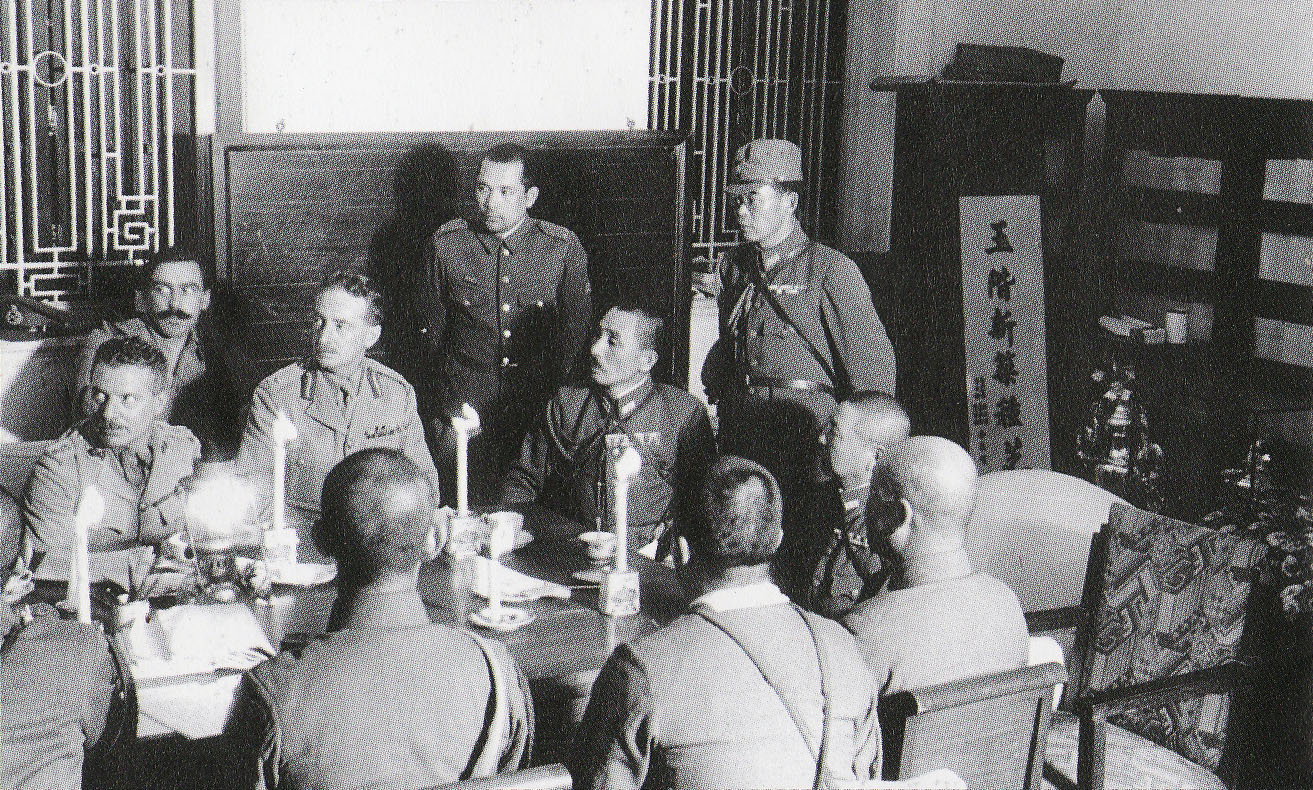
1941년 12월 25일 페닌슐라 호텔에서 진행된 일본군과 몰트비 소장 간의 항복조약 체결

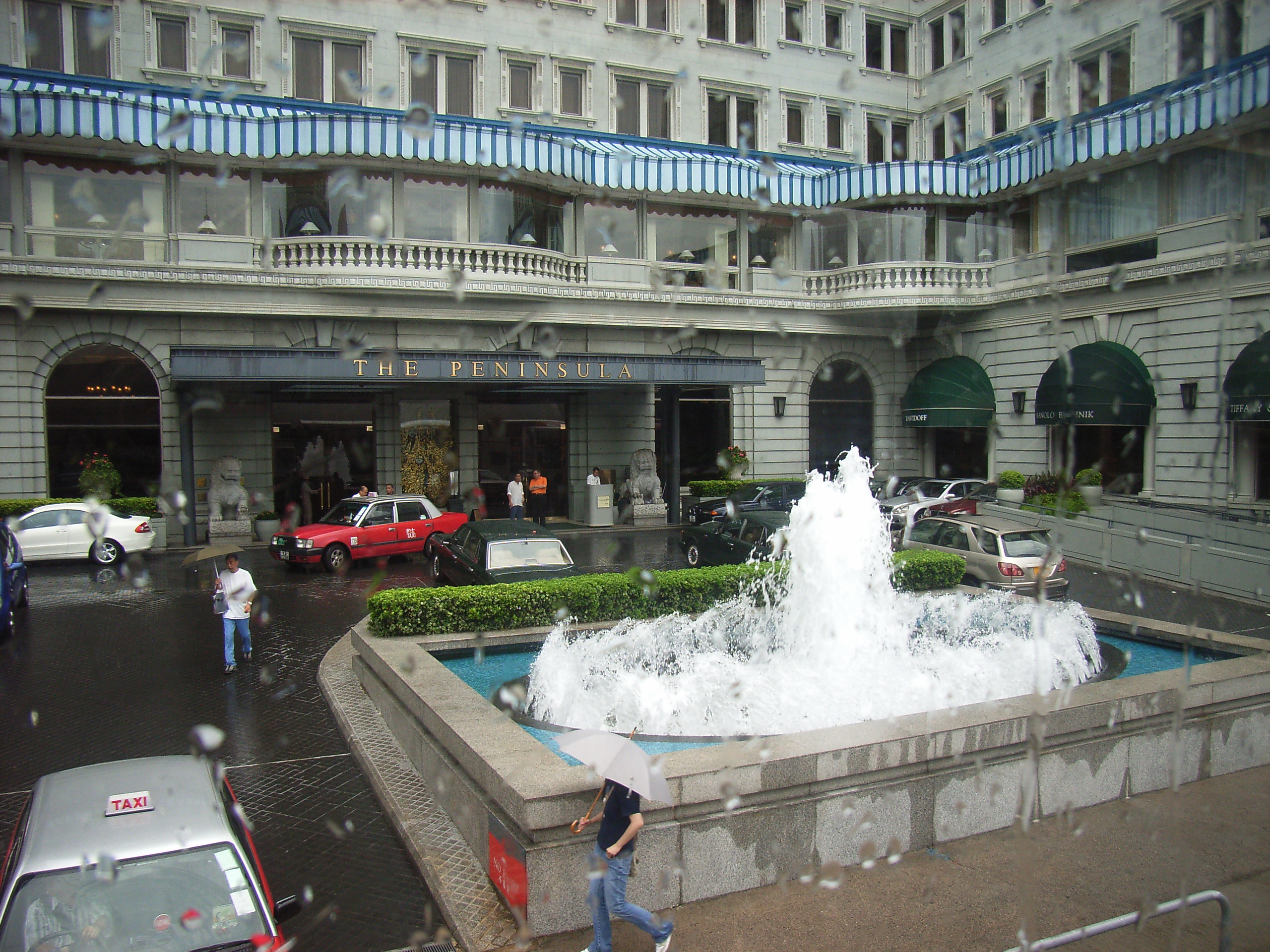
호텔 앞의 모습

카두리 일가가 설립한 호텔로 "동양의 수에즈에서 제일 가는 호텔"을 목표로 건설되었다. 원래 예정된 개장 시기는 1924년이었지만 그로부터 4년이 지난 1928년 12월에 문을 열었다. 홍콩 가우룽 짐사저이의 네이선 로드와 솔즈브리 로가 만나는 교차로에 자리하였으며, 원양여객선 승객들이 내리던 부두와 정반대 위치에 있었다. 당시 가우룽 반도는 시베리아 횡단 철도의 종착역 중 하나로 유럽에서 온 여행객들이 찾았던 곳이기도 했다.
1941년 12월 25일 홍콩 전투가 일본군의 승리로 마무리되면서 마크 애치슨 영 홍콩 총독이 이끄는 영국 식민정부 대표단은 페닌슐라 호텔 3층에서 일본군 지휘부와 항복 조약을 맺었다. 영 총독은 그 뒤로 두 달 동안 호텔 내의 스위트룸에 감금되어 있다가 선박에 타서 상하이 형무소로 이동해 수감되었다. 페닌슐라 호텔은 '동아호텔' (東亜ホテル)로 이름이 바뀌었으며 일본 장교들과 고위관리들이 머무는 용도로 보전되었다. 그동안 홍콩은 고통과 빈곤의 시간을 보내야 했다. 미 공군 제23전투단 소속 로버트 리 스콧 주니어 중령은 자신의 저서에서 1942년 10월 25일 홍콩 만에 정박한 일본군 선박들을 공습하는 작전에 나섰는데, 커티스 P-40K 워호크를 타고 홀로 공격을 감행하던 도중 페닌슐라 호텔을 지났던 일을 다음과 같이 회상한다.

"그렇게 나는 빅토리아 항을 돌다 페닌슐라 호텔을 향해 하강했다. 날 뒤쫓던 놈들은 그 건물 옥상 펜트하우스의 반짝이는 유리창에 맹공격을 퍼부었고, 깨진 유리가 눈 오는 것마냥 여러 층 아래의 길거리로 우수수 쏟아져 내리는 것이 보였다. 나는 저 유리창 뒤에 있을 사람은 이 근사한 호텔을 즐기고 있을 일본군 고위장교란 걸 알고 있었기에 웃음이 났다. 가까이 가서 보니 제복을 걸친 사람들이 비상계단을 타고 내려가고 있길래, 그들을 향해 총격을 가했다... 다시 한번 기수를 돌려 비상계단으로 향해보니 일본놈 병사들로 그득차 있었지만, 나의 다음 일격은 갑작스레 끝나고 말았다. 탄이 다 떨어졌던 것이다. "

일본이 전쟁에 패하고 영국이 홍콩 식민지를 되찾으면서, 페닌슐라 호텔도 원래의 이름을 되찾았다. 오늘날 페닌슐라 호텔은 마이클 카두리가 대표로 있는 홍콩 상하이 호텔의 소유자산으로서, 더 페닌슐라 호텔 그룹의 대표호텔이기도 하다.

## 확장 보수공사

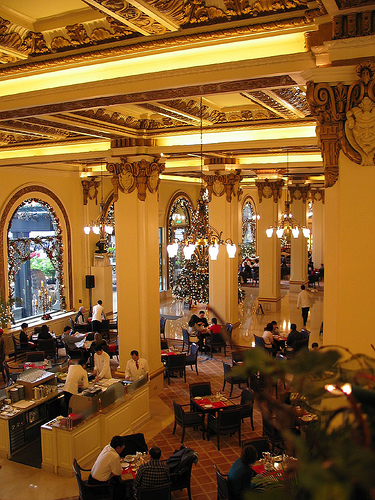
호텔 로비

### 1994년 확장공사
1994년 페닌슐라 호텔은 대대적인 확장 공사를 거쳐 30층 규모의 호텔로 변신하였다. 기존의 건물이 지니고 있던 건축 양식을 따라갔으며, 앞마당과 로비, 앞모습 등 원래 건물의 요소들도 보존되었다. 공사 기간에도 호텔은 정상적으로 영업하였다.
확장 공사로 페닌슐라 호텔 옥상에는 헬리패드가 설치되었다. 홍콩 내에서 민영 건물 옥상에 설치된 핼리패드로는 순탁 센터의 옥상 핼리페드와 함께 유일하다. VIP 고객을 홍콩 국제공항까지 모실 때 사용되는 곳으로 공항과는 7분가량 걸린다. 이밖에도 증축 공사로 일반객실과 스위트룸 132실을 추가해 총 300객실이 되었으며, 10층 규모의 사무공간과 상점, 호텔시설 추가가 이루어졌다.

### 2012년 보수공사
2013년 4월 호텔 개장 85주년을 앞두고 4억 5000만 홍콩달러의 예산이 투입된 개보수 공사가 진행되었다. 2012년 9월에는 페닌슐라 타워 첫단계 공사가 마무리되었다. 이 공사로 터치스크린 타블렛, 3D DVD 라이브러리, HD 텔레비전 등 디지털 시설이 추가 개선되었다. 객실 장식은 플레인 크림색 덮개와 빈티지 수화물에서 영감을 얻은 서랍, 중국식 수묵화에서 따온 장식 등 절제된 동양식 우아미를 바탕으로 삼았다. 다만 이번 공사에서도 로비, 레스토랑, 바 등 이름값이 있는 곳들은 고치지 않고 그대로 보존하였다.

## 내부시설

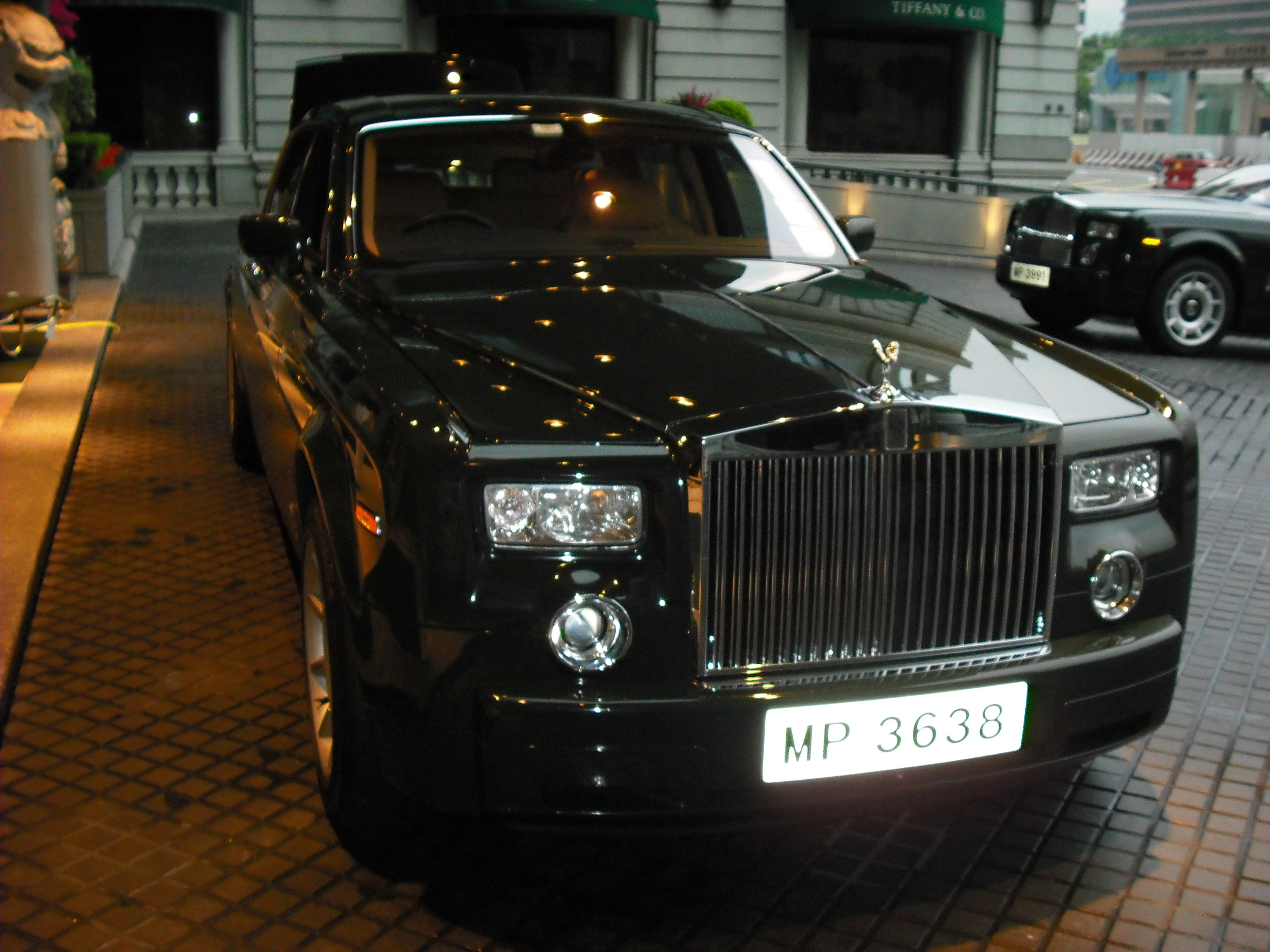
롤스로이스 팬텀

페닌슐라 홍콩의 식음료점으로는 우선 고급 프랑스 레스토랑 가디스 (Gaddi's)가 있는데 홍콩 최초의 셰프 테이블 (Chef's table) 방식을 채택한 곳이기도 하다. 필립 스탁이 디자인한 레스토랑 '펠릭스' (Felix)도 유명하다. 그밖의 식당으로는 광둥요리점 '스프링 문' (Spring Moon), 일식점 '이마사' (Imasa), 스위스 요리점 '체사' (Chesa) 등이 있다. 로비에서는 홍콩의 식민지 시대를 연상케 하는 전통 영국식 애프터눈 티를 서빙한다.
호텔 내에는 홍콩에서 가장 오래된 명품, 패션 상점가가 있다. 이곳은 수년간 국제적인 브랜드를 유치하였는데 그중에는 샤넬, 디오르, 헤르메스, 크롬하츠, 구찌, 프라다, 샤치 첸, 루이비통, 까르띠에, 피아제, 로저드뷔, 고야드, 프랭크 뮐러, 불가리, 티파니, 바카라, ST 뒤퐁, 해리 윈스턴, 다비도프, 반클리프 아펠, 폴로 랄프 로렌 등이 있으며 프랑스, 이탈리아 와인 및 캐비어 등 고급 식자재를 파는 매장이 있다. 국제브랜드 외에도 홍콩 현지 브랜드들도 입점한 적이 있는데 60년대에는 베티 샤르누이 클레모스, 70년대에는 딕슨 푼, 80년대에는 조이스 부티크가 있었다.
2006년 12월에는 롤스로이스 팬텀 14대를 호텔 측에서 주문해 호텔의 상징 녹색으로 도색하면서 화제를 모았다. 롤스로이스 역사상 단일 주문에서 이토록 많은 수의 차량을 주문한 것은 페닌슐라 호텔이 처음이었다. 현재는 롤스로이스 실버 스피릿으로 바뀌었다.

## 대중문화에서의 등장
2007년 슈퍼히어로 영화 《다크 나이트》에서 루시우스 폭스 (모건 프리먼 분)과 라우 (친 한 분)가 만나는 장면의 촬영장으로 쓰인 적 있다. 당시 홍콩 내 민영건물 옥상에 자리한 핼리패드는 순탁 센터와 이곳 이외에는 없었는데 제작진들이 순탁 센터보다 페닌슐라 호텔의 옥상을 선호하면서 이곳을 선택하게 되었다.

## 같이 보기
- 더 페닌슐라 뉴욕
- 더 페닌슐라 방콕
- 더 페닌슐라 마닐라
- 더 페닌슐라 시카고
- 더 페닌슐라 베이징

## 참고 문헌
- William Warren, Jill Gocher (2007). 《Asia's legendary hotels: the romance of travel》. Singapore: Periplus Editions. ISBN 978-0-7946-0174-4.